# ریبوردونه
ریبوردونه (به ایتالیایی: Ribordone) یک کومونه در ایتالیا است که در استان تورین واقع شده‌است. ریبوردونه ۴۴٫۲ کیلومتر مربع مساحت و ۸۱ نفر جمعیت دارد.